# Juventae Fons
Juventae Fons és una característica d'albedo a la superfície de Mart, localitzada amb el sistema de coordenades planetocèntriques a -4.94 ° latitud N i 297 ° longitud E. El nom va ser aprovat per la UAI l'any 1958 i fa referència a la Font de la joventut, font mitològica que es creia que es trobava a l'Índia en l'època clàssica.